# Chrysolina fascinatrix
Chrysolina fascinatrix é uma espécie de artrópode pertencente à família Chrysomelidae.